# 水口美希
水口 美希（みずぐち みき、1981年12月20日 - ）は、日本のフリーアナウンサー。

## 来歴
徳島県出身。神戸松蔭女子学院大学文学部英語英米文学科卒業。
大学卒業後、2004年4月から2006年12月までNHK徳島放送局の契約キャスターを務めていた。同局との契約終了後、2007年1月にテレビ愛知へ移籍し、2009年12月に退社するまで同局のアナウンサーを務めていた。この間、青森朝日放送から移籍した荒井千里とともに地上デジタル放送推進大使を務めていた。テレビ愛知を退社した後は、2010年4月から2012年3月までNHK京都放送局と契約し、主に夕方のニュース番組でリポーターを務めていた。
NHK京都との契約終了後、フリーに転向。活動の場を関東地方へ移し、2012年4月から2013年3月までとちぎテレビの夜のニュース番組に出演していた。とちぎテレビでの活動開始時にはシー・フォルダに在籍していたが、途中で共同テレビジョンへ移籍した（2014年11月時点で離籍）。2017年4月からはオフィスキイワード東京事務所に籍を置いている。

## 人物
身長は170cm。テレビ愛知へ移籍したばかりの頃には、社内で挨拶回りをするたびに多くの人々から背の高さについて聞かれたという。
学生時代に打ち込んでいたスポーツはバスケットボールで、物心がつく頃からやっていた。大学時代には、ホテルオークラ神戸で結婚披露宴のアルバイトをしていた。
血液型は不明で、水口本人も把握していない。

## 担当番組

### NHK徳島放送局
- とくしまi - キャスター
- ほっとイブニング徳島 - キャスター
- あわメロ - 進行役
- 西日本の旅 - リポーター

### テレビ愛知
- ニュース&ワイド マイユウ! - リポーター
- Second Call - メインキャスター
- 速ホゥ! テレビ愛知ローカルパート - リポーター
- a-ha-N varie → a-ha-N Music Channel - ナビゲーター
- ハヤルンダモン宮殿 - 王妃役
- シネマ'Sコープ - インタビュアー
- トレびあん - キャスター
- NEWS FINE アイ - リポーター
- 匠の逸品 - リポーター
- なごやおでかけ情報BOX - リポーター

### NHK京都放送局
- ニュース610 京いちにち - 水曜「京これ！」リポーター・企画制作
- ぐるっと関西おひるまえ（NHK大阪放送局製作番組） - リポーター
- お元気ですか日本列島（NHK製作番組）
- ラジオでのニュース・気象情報など（5分程度）

### フリー転向後
- ニュースワイド21 （とちぎテレビ） - 木曜・金曜担当サブキャスター
- しながわEYE （ケーブルテレビ品川） - キャスター

## 特別出演
- トミカヒーロー レスキューファイアー 第41話（テレビ愛知・電通） - イベントの司会 役